# اوستمارک

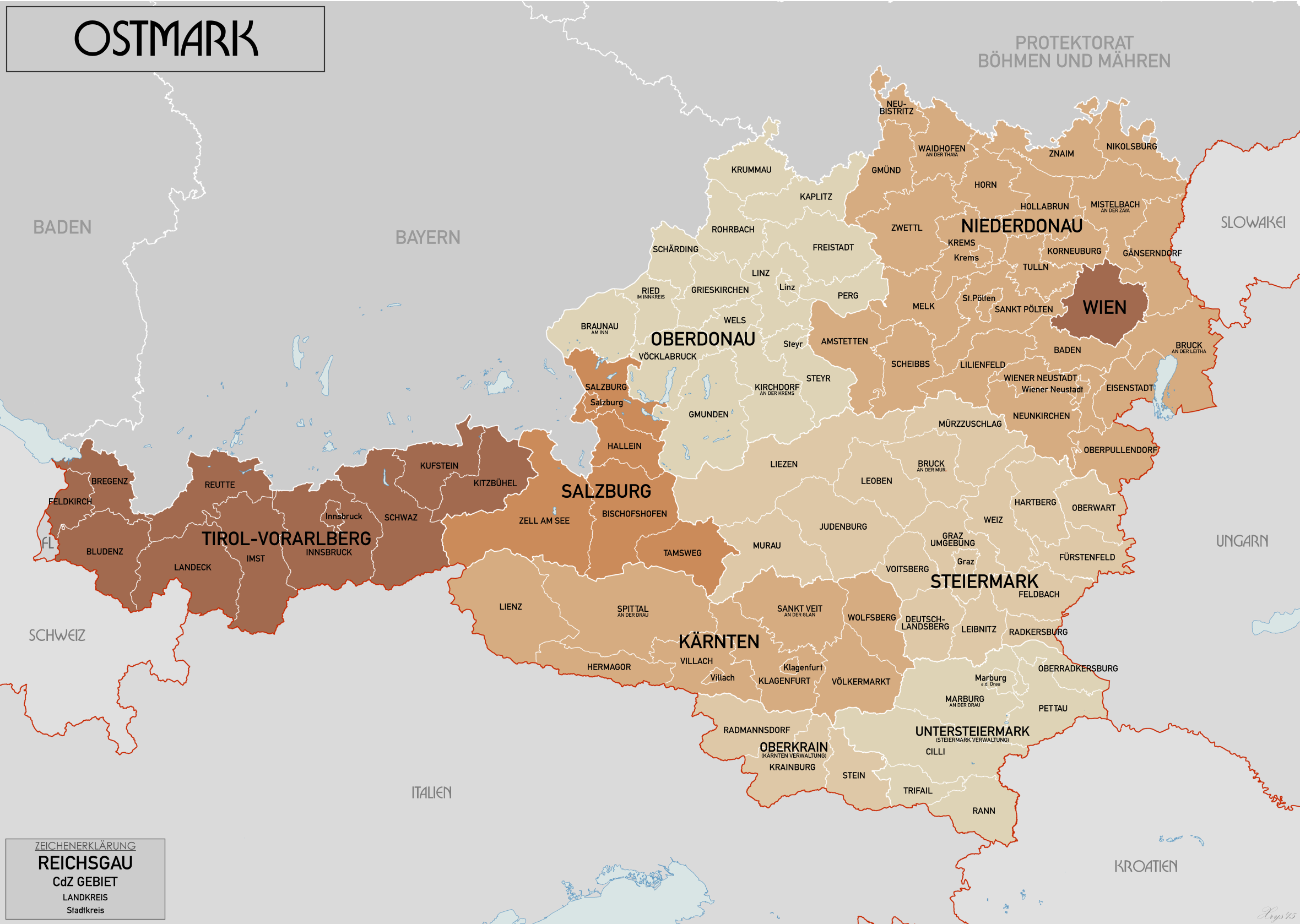
گستره اوستمارک در سال ۱۹۴۱.که شامل اتریش امروز و بخش هایی شمالی اسلوونیِ بود که پس از کارزار بهاره یوگسلاوی و تقسیم اسلوونی میان رایش آلمان،ایتالیای فاشیستی و پادشاهی مجارستان بخش های شمالی به اوستمارک با نام های اشتایرمارک جنوبی و کَرنتن جنوبی پیوست که مساحتی پیرامون ۴۰٪ درصد اسلوونی را در بر می‌گرفت.

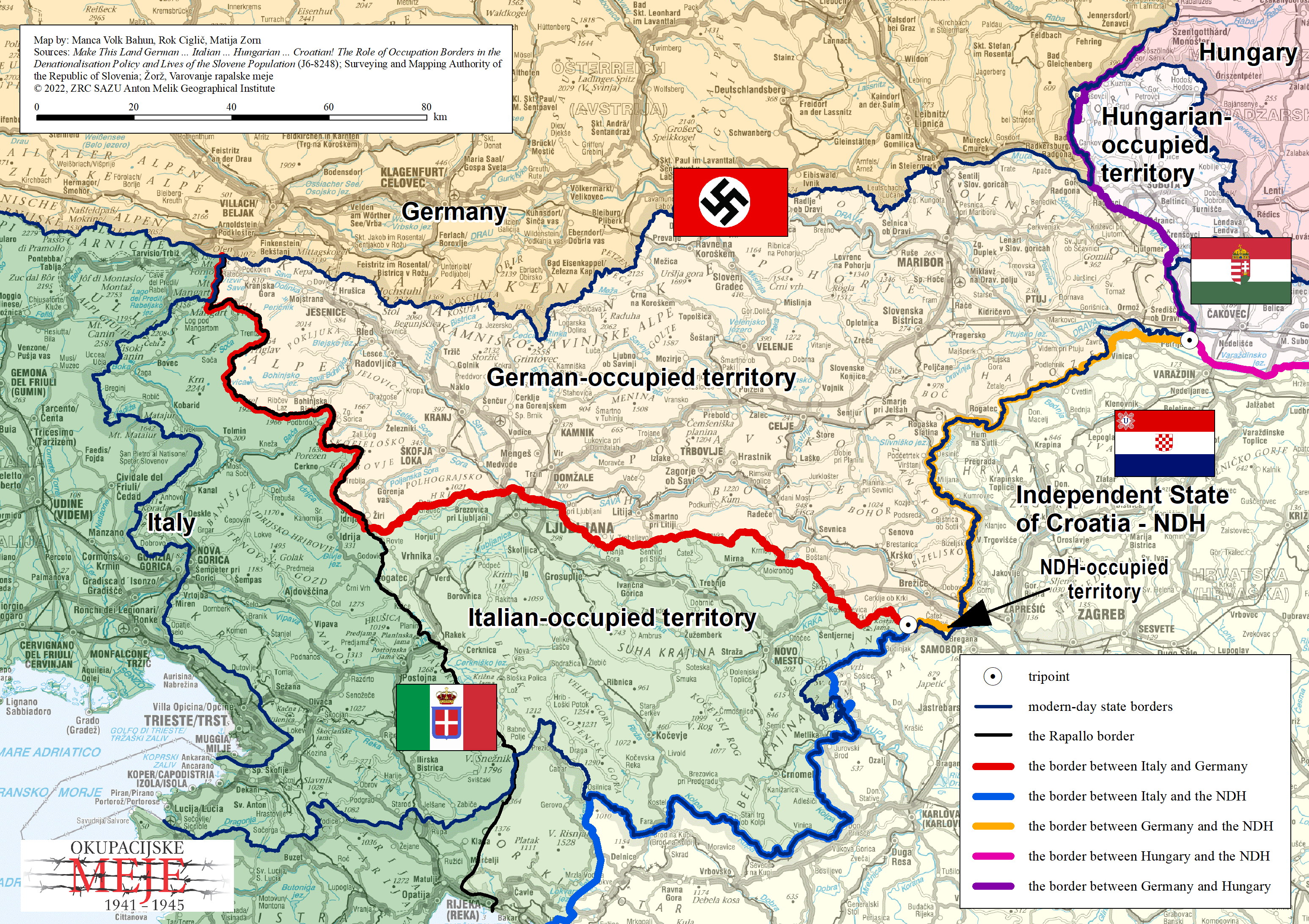
سرزمین کِرِم رنگ،بخشی از اسلوونی بود که به اوستمارک آلمان پیوست شده بود، بخش که به اشتایرمارک ملحق شده بود «اشتایرمارک جنوبی یا Südsteiermark» و بخشی که به کَرنتِن پیوست شده بود «کرنتن جنوبی یا Südkärnten » نام داشت.

اوستمارک (آلمانی: Ostmark) نامی بود که پروپاگاندای آلمان نازی از سال ۱۹۳۸ و پس از الحاق اتریش به آلمان تا سال ۱۹۴۲ برای سرزمین اتریش استفاده می‌کرد.
بر طبق تقسیم‌بندی جدید که در اول می ۱۹۳۹ انجام شد سرزمین اتریش به هفت رایشس‌گاو تقسیم می‌شد که هر کدام زیرنظر یک رایشسشتات‌هالتر (فرماندار) و یک گاولایتر (رهبر حزب نازی) اداره می‌شد:
- کرنتن، شامل تیرول شرقی و مناطقی که پس از نبرد بالکان در سال ۱۹۴۱ به آلمان نازی اضافه شد
- جنوب دانوب، شامل بورگن‌لاند، نیدراسترایش و جنوب موراویا
- زالتسبورگ
- اشتایرمارک، شامل جنوب بورگن‌لاند و سایر مناطقی که پس از نبرد بالکان در سال ۱۹۴۱ به آلمان نازی اضافه شد
- شمال دانوب، شامل جنوب بوهم
- تیرول
- وین

این مرزبندی در جریان اعلامیه‌های مسکو به مرزهای قبلی بازگردانده شد.